# It's a Long Way to Tipperary

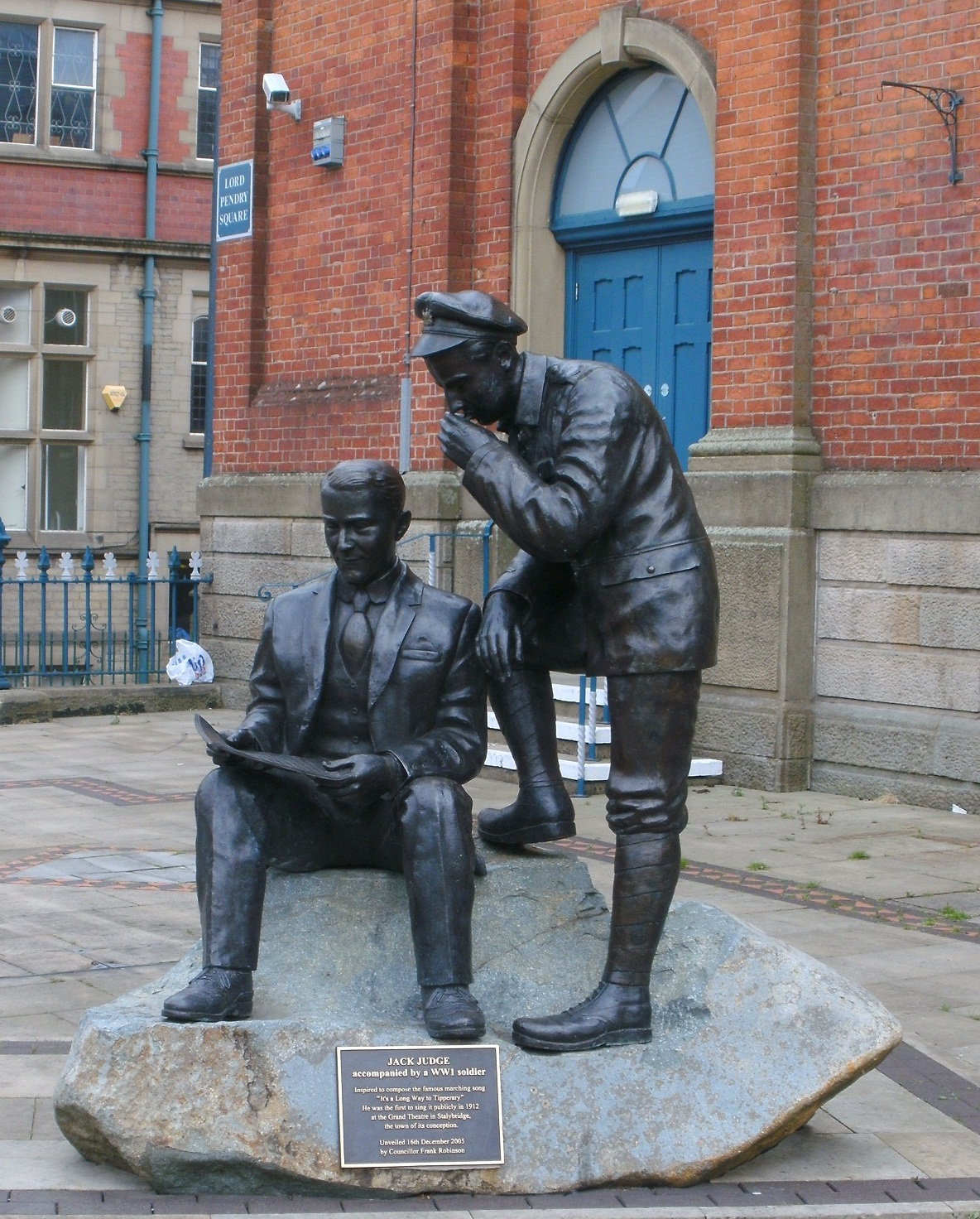
Socha autora písně Jacka Judge ve Stalybridge

It's A Long Way To Tipperary (česky Dlouhá cesta k Tipperary) je vojenský pochod, který napsal Jack Judge a Harry (Henry James) Williams v roce 1912. Nejvíce známý je jeho refrén:
It's a long way to Tipperary,
It's a long way to go.
It's a long way to Tipperary,
To the sweetest girl I know!
Goodbye Piccadilly,
Farewell Leicester Square!
It's a long long way to Tipperary,
But my heart's right there.
Tato píseň zazněla mj. ve filmech Černí baroni, …a bude hůř, Das Boot nebo poté v seriálu M.A.S.H..
Českou coververzi pod názvem „Tipperary“ s textem Jaroslava Čvančary nahrála skupina Taxmeni v roce 1991.